# Varanus brevicauda
Varanus brevicauda är en ödleart som beskrevs av  George Albert Boulenger 1898. Varanus brevicauda ingår i släktet Varanus och familjen Varanidae. Inga underarter finns listade i Catalogue of Life. Artepitetet i det vetenskapliga namnet är sammansatt av de latinska orden brevis (kort) och cauda (svans).
Arten förekommer i delstaterna Northern Territory, Queensland, South Australia och Western Australia i Australien. Honor lägger ägg. Denna ödla lever i torra regioner med ett täcke av gräs. Exemplaren gräver underjordiska bon.
För beståndet är inga hot kända. Hela populationen anses vara stabil. IUCN listar arten som livskraftig (LC).